# Diego Innico Caracciolo

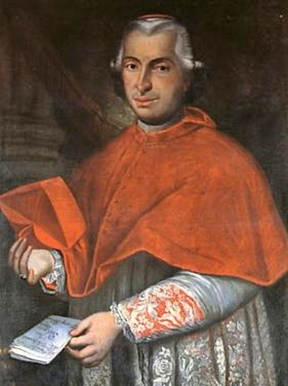
Diego Innico Kardinal Caracciolo (Ölgemälde, zeitgenössischer Maler, ca. 1810)

Diego Innico Caracciolo (* 18. Juli 1759 in Martina Franca, Italien; † 24. Januar 1820 in Neapel) war ein Kurienkardinal der römisch-katholischen Kirche.

## Leben
Diego Innico Caracciolo entstammte dem alten Adelsgeschlecht Caracciolo von Martina. Er besuchte ab 1767 das Collegio Clementino in Rom und studierte anschließend die Fächer Katholische Theologie und Philosophie. Nach seiner Priesterweihe arbeitete der promovierte Jurist und Kirchenrechtler am Gerichtshof der Apostolischen Signatur. Caracciolo nahm ab 1782 in San Severino, Jesi und Fermo kirchliche Leitungsaufgaben wahr. Von 1795 bis 1800 war er Meister der Päpstlichen Kammer. In diesem Amt begleitete er Papst Pius VI. ins Exil und war bei dessen Tod am 29. August 1799 zugegen. Papst Pius VII. kreierte Caracciolo am 11. August 1800 zum Kardinal, ernannte ihn zum Kardinalpriester von Sant’Agostino und betraute ihn mit der Leitung der Kongregation für Ablassfragen und Reliquien. Im September 1814 zum Kardinalbischof von Palestrina erhoben, erteilte ihm der Pontifex am 6. November 1814 persönlich die Bischofsweihe; Mitkonsekratoren waren Kurienerzbischof Francesco Bertazzoli und Giuseppe Bartolomeo Menocchio, der Päpstliche Sakristan. Der Kardinal leitete sodann im Jahre 1815 die Apostolische Delegation bei der Wahl des Generalvikars im Königreich Neapel und wurde 1818 Präfekt des Obersten Gerichtshofs der Apostolischen Signatur.
Caracciolo starb am 24. Januar 1820 mit 61 Jahren in Neapel und wurde in der Kathedrale von Neapel beigesetzt.